# Епархия Сиболги
Епархия Сиболги (лат. Dioecesis Sibolgaënsis) — епархия Римско-Католической церкви с центром в городе Сиболга, Индонезия. Епархия Сиболги входит в митрополию Медана.

## История
17 ноября 1959 года Римский папа Иоанн XXIII издал буллу Cum novas constituere, которой учредил апостольскую префектуру Сиболги, выделив её из апостольского викариата Медана.
24 октября 1980 года Римский папа Иоанн Павел II издал буллу Sibolgaënses res, которой преобразовал апостольскую префектуру Сиболги в епархию.

## Ординарии епархии
- епископ Peter Gratian Grimm OFMCap[1](17.11.1959 — 12.03.1971);
- епископ Аницет Бонгсу Антоний Синага OFMCap (1978 — 3.01.2004);
- епископ Людовик Симанулланг OFMCap (14.03.2007 — по настоящее время).

## Источник
- Annuario Pontificio, Libreria Editrice Vaticana, Città del Vaticano, 2003, ISBN 88-209-7422-3
- Булла Cum novas constituere, AAS 52 (1960), стр. 139  (лат.)
- Булла Sibolgaënses res  (лат.)